# Or noir (film)
Ne doit pas être confondu avec Or noir.
Pour les articles homonymes, voir Or noir (homonymie).
Pour plus de détails, voir Fiche technique et Distribution.
Or noir (Black Gold – Day of the Falcon) est un film d'aventures franco-qatario-italien de Jean-Jacques Annaud, sorti en 2011. C'est l'adaptation cinématographique du roman La Soif noire de Hans Ruesch, publié en France en 1961. Le film a été tourné en Tunisie et en partie au Qatar, avec Tahar Rahim, Mark Strong, Antonio Banderas et Freida Pinto dans les rôles principaux.
L'action du film Or noir se déroule en Arabie dans les années 1930 et mêle pétrole, islam, amour et luttes pour le pouvoir.
La première mondiale du film fait l'ouverture du troisième Doha Tribeca Film Festival le 25 octobre 2011,.

## Synopsis
Deux émirs se sont disputés pour des raisons historiques un territoire nommé le « Corridor Jaune », lieu désertique et a priori sans réel intérêt. L'émir Amar (joué par Mark Strong), soutenu par les tribus du Nord, perd cette guerre face à Nessib (joué par Antonio Banderas). Ce dernier propose de donner un statut de no man's land au Corridor Jaune, et de prendre en otage les deux fils d'Amar, Auda (joué par Tahar Rahim) et Saleeh (joué par Akın Gazi). Dix-neuf ans plus tard, des Américains, employés par la Texan Oil, découvrent du pétrole dans le Corridor Jaune. Parce qu'il a perdu sa femme faute de soins médicaux dans son pays pauvre, Nessib va vouloir capter à son profit la manne financière qui lui est proposée, sans prévenir Amar. Cette rupture de pacte, une fois découverte, va déclencher une guerre.

## Fiche technique
- Titre français : Or noir
- Titre anglais : Black Gold[3]
- Titre aux États-Unis : Day of the Falcon
- Réalisation : Jean-Jacques Annaud
- Scénario : Jean-Jacques Annaud et Menno Meyjes, d'après La Soif noire - mille et une nuits d'amour et de combats dans une Arabie déchirée de Hans Ruesch
- Musique : James Horner
- Photographie : Jean-Marie Dreujou
- Montage : Hervé Schneid
- Production : Tarak Ben Ammar

Producteur délégués : Naoufel Ben Youssef et Xavier Castano
- Sociétés de production : Quinta Communications, Prima TV, Carthago Films, France 2 Cinéma et The Doha Film Institute
- Distribution :  Warner Bros.,  Eagle Pictures
- Pays d'origine :  France,  Italie,  Qatar,  Tunisie
- Genre : film d'aventures
- Budget : 40 millions de dollars (environ)
- Dates de sortie[3] :

 France : 23 novembre 2011
 Tunisie : 23 novembre 2011
 États-Unis : 23 décembre 2011

## Distribution

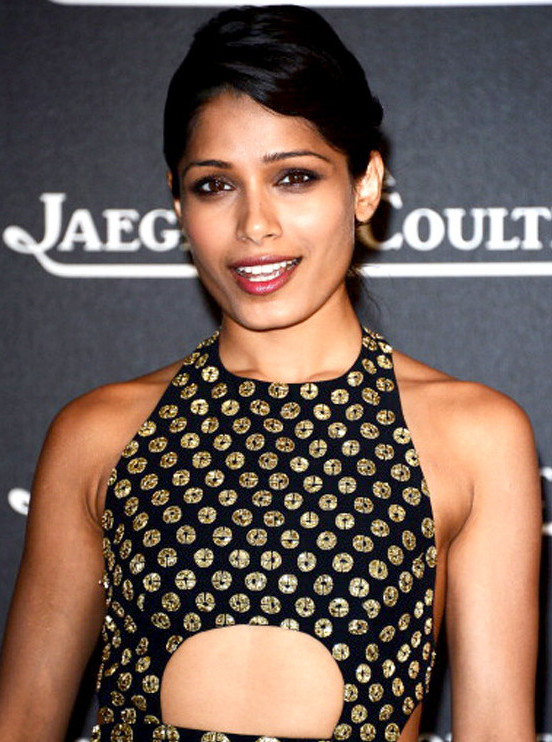
Freida Pinto, l'année de la sortie du film.

- Antonio Banderas (VF : Bernard Gabay) : l'émir Nesib
- Tahar Rahim (VF : lui-même) : le prince Auda
- Mark Strong (VF : Boris Rehlinger) : le sultan Amar
- Freida Pinto (VF : Anna Sigalevitch) : la princesse Leyla
- Riz Ahmed (VF: David Macaluso) : Ali
- Eriq Ebouaney (VF : lui-même) : Hassan Dakhil
- Liya Kebede (VF : Julia Vaidis-Bogard) : Aicha
- Jamal Awar : le compagnon no 1 de Khoz Ahmed
- Lotfi Dziri : le cheikh de Bani Sirri
- Mostafa Gaafar : Khoz Ahmed
- Akın Gazi (VF : Adrien Antoine) : Saleeh
- Ziad Ghaoui : le théologien
- Corey Johnson (VF : Bruno Magne) : Thurkettle
- Abdelmajid Lakhal : le médecin
- Driss Roukhe (VF : Omar Yami) : Magroof
- Jan Uddin (VF : Rémi Bichet) : Ibn Idriss

## Production

### Développement
Le film est tiré du roman La Soif noire - mille et une nuits d'amour et de combats dans une Arabie déchirée de Hans Ruesch, publié en 1957. Depuis plusieurs années, Jean-Jacques Annaud voulait réaliser un film autour du Moyen-Orient. Il est alors contacté par Buena Vista pour un projet intitulé Tripoli. Il rencontre alors le producteur Tarak Ben Ammar. Alors que le projet Tripoli est abandonné par Annaud, Ben Ammar lui donne un exemplaire du roman La Soif noire. Le metteur en scène est d'emblée séduit par cette histoire et se dit qu'il tient son sujet pour son film sur le Moyen-Orient.

### Casting
Jean-Jacques Annaud raconte à propos d'Antonio Banderas qu'il « avait depuis des années pris contact avec Tarak Ben Ammar pour lui indiquer qu'il désirait entrer un jour dans la peau d'un roi arabe [...] car il faut savoir qu'Antonio Banderas est convaincu d'être de sang arabe »,.
Annaud choisit Mark Strong en revoyant sa prestation dans Mensonges d'État (2008, Ridley Scott).

### Tournage
Le tournage a lieu en Tunisie et au Qatar,.
Tahar Rahim se blesse lors d'une scène d'action durant laquelle son cheval est effrayé par des hélicoptères et l'écrase partiellement. Jean-Jacques Annaud raconte : « J'ai eu la peur de ma vie [...] Tahar n'a rien eu de cassé. Rassuré sur son état, je me dis qu'on peut peut-être utiliser sa blessure... À cet instant le téléphone sonne, c'est Tahar de son lit d'hôpital qui me dit : "Et si on utilisait ma blessure dans le scénario ?" ».

## Postproduction

### Doublage
Jean-Jacques Annaud insiste pour ré-enregistrer toutes les voix et effets sonores dans un studio à Londres après le tournage : « Sur le tournage, même en demandant le silence total, il y a toujours une voiture ou un avion qui passera pile au moment où l'acteur parlera. Cette méthode me permet d'améliorer l'intonation des acteurs [...] Je retravaille avec eux, phrase par phrase, et même mot par mot »,.

### Musique
Albums de James Horner
Karaté Kid
(2010) The Amazing Spider-Man
(2012)
La musique du film est composée par l'Américain James Horner, qui avait déjà collaboré avec Jean-Jacques Annaud sur Le Nom de la rose (1986) et Stalingrad (2001). Ils se retrouveront pour Le Dernier Loup (2015).
Liste des titres
1. Main Title - A Desert Truce - 6:34
2. Horizon To Horizon - 3:58
3. The Wonders Of Wealth - 1:49
4. I Have Chosen You - 3:22
5. You Were A Prince - 1:47
6. Leaving As An Emissary - 5:19
7. Father And Son - 1:50
8. Phantom Army - 1:47
9. So This Is War - 1:56
10. The Blowing Sands - 4:29
11. Fresh Water - 1:49
12. One Brother Lives, One Brother Dies - 6:44
13. Battle In The Oil Fields - 5:15
14. A Kingdom Of Oil - 8:46

## Polémique
Le producteur Tarak Ben Ammar et sa société Quinta Communications auraient employé des techniciens français mais avec des contrats tunisiens, pour faire baisser les cotisations sociales et le coût de production. Le Syndicat national des techniciens de la production cinématographique et de télévision a appelé à manifester, tout en précisant que cette mesure engendrerait une suppression des droits Assedic. Face à cette polémique, Ben Ammar répond « Quinta n'a pas de leçons de patriotisme économique à recevoir alors qu'elle a contribué très largement depuis dix ans au sauvetage des industries techniques de l'audiovisuel et au maintien de ses emplois en France ».

## Box-office
- France : 215 640 entrées[1].

Malgré une large distribution en France dans 454 salles, le film est au départ un échec cuisant.